# Slavutyč
Slavutyč (in ucraino Славутич?) è una città dell'Ucraina settentrionale (20 000 abitanti) geograficamente sita nell'oblast' di Černihiv, ma amministrativamente parte dell'oblast' di Kiev e del distretto di Vyšhorod. Ospita l'amministrazione della comunità territoriale di Slavutyč, una delle comunità territoriali dell'Ucraina.
Fino al 18 luglio 2020 Slavutyč costituiva una città di rilevanza regionale e fungeva da centro amministrativo del distretto di Slavutyč, sebbene non appartenesse al distretto. Come parte della riforma amministrativa dell'Ucraina, che ridusse a sette il numero di distretti dell'oblast' di Kiev, la città fu integrata nel distretto di Vyšhorod.
La città fu fondata nel 1986 pochi mesi dopo il disastro di Černobyl' per ospitare gli addetti alla centrale nucleare e le loro famiglie, provenienti in massima parte da Pryp"jat'.

## Geografia fisica
La città è sita nella parte settentrionale dell'Ucraina lungo il confine con la Bielorussia a circa 50 chilometri ad est dalla centrale nucleare di Černobyl', al fine di trovarsi al di fuori della zona di alienazione.

## Origini del nome
Il toponimo Славутич, traslitterato Slavutyč , di derivazione slava, indicava sotto la Rus' il fiume Dnipro. Il termine fu anche usato come nome poetico del fiume Dnipro, sostituendolo.

## Storia
Dopo il disastro di Černobyl' fu disposta l'evacuazione di un'ampia area circostante la centrale nucleare che comprendeva anche e soprattutto la città di Pryp"jat'. Pertanto in un'intervista alla Pravda del 10 ottobre 1986 Erik Pozdyšev, nuovo direttore dell'impianto nucleare, annunciò la fondazione di una nuova città per ospitare i lavoratori dell'impianto che iniziarono a trasferirvisi dal 26 marzo 1988.
Il 19 febbraio 1987 la Verchovna Rada della RSS Ucraina approvò il nome della costruenda città e decretò il passaggio della stessa dall'oblast' di Černihiv all'oblast' di Kiev.

## Società
Le infrastrutture e le strutture pubbliche sono pagate perlopiù dalla compagnia che gestiva l'impianto. Ma dal 2001 anche le unità rimaste in funzione dopo l'incidente sono state chiuse e da allora la città deve fronteggiare problemi economici e sociali sempre maggiori, dovuti ad un futuro oltremodo incerto; si consideri che fino ad allora lavoravano nell'impianto 9.000 persone, circa metà della popolazione, mentre dalla completa chiusura questo numero scese a sole 3.000 unità, addette al monitoraggio e alla manutenzione. In più circa l'ottantacinque percento del budget della città è stato finanziato dal gestore dell'impianto. Per sostenere l'ingresso e l'installazione di nuove compagnie, Slavutyč è stata dichiarata zona economica speciale. In più il governo sta finanziando programmi di riqualificazione professionale per aumentare le prospettive occupazionali di coloro che hanno perso il lavoro. Nonostante questi sforzi circa 1.500 persone hanno già abbandonato la città, un trend che si prevede non cambierà almeno nell'immediato futuro. 
Inoltre la popolazione presenta un alto tasso di malattie legate alle radiazioni.